# China Investment Corporation
China Investment Corporation (CIC) (中国投资有限责任公司 S, Zhōngguó tóuzī yǒuxiàn zérèn gōngsīP)  è un fondo sovrano che gestisce parte delle riserve valutarie della Repubblica popolare cinese. Il più grande fondo sovrano cinese, CIC è stato fondato nel 2007 con circa 200 miliardi di dollari di asset in gestione, un numero che è cresciuto fino a 1200 miliardi di dollari nel 2021 e 1.350 miliardi di dollari nel 2023.

## Storia
Nel 2007, la Repubblica popolare cinese aveva 1,4 trilioni di dollari in riserve valutarie. Quell'anno fu fondata la China Investment Corporation con l'intento di utilizzare queste riserve a beneficio dello stato investendo all'estero in investimenti che presentano un rischio più elevato e un rendimento più elevato rispetto ai titoli di stato.  Il suo modello si è basato su quello del fondo Temasek Holdings di Singapore per la governance e la trasparenza.
Il finanziamento del CIC è il risultato dell'uso statale della leva finanziaria ed è quindi diverso dalla maggior parte dei fondi sovrani non cinesi, che tendono ad essere finanziati attraverso le entrate statali provenienti da risorse nazionali come il petrolio.  CIC è stato capitalizzato in questo modo: il Ministero delle Finanze ha emesso obbligazioni, il Ministero delle Finanze ha utilizzato i proventi dell'emissione di obbligazioni per acquistare riserve di valuta estera dalla People's Bank of China e queste riserve sono state utilizzate per finanziare CIC.
La Central Huijin Investment Corporation, di proprietà statale, è stata fusa in CIC come una consociata interamente controllata, un processo che è stato completato nel 2008. Per acquisire Central Huijin dall'Amministrazione Statale dei Cambi, CIC ha pagato 67 miliardi di dollari del suo capitale iniziale di 200 miliardi di dollari. Central Huijin gestisce più di due terzi delle attività di CIC.
Nel 2008 CIC ha aderito al Forum internazionale dei fondi sovrani  e  ai Principi di Santiago sulle migliori pratiche nella gestione dei fondi sovrani. Il CIC cercò anche di migliorare la sua credibilità riunendo un consiglio consultivo internazionale di importanti personalità occidentali.
Le prime attività di investimento estero di CIC hanno comportato perdite, in quanto ha investito in modo significativo nel settore finanziario degli Stati Uniti poco prima della crisi finanziaria globale del 2007-2008. Di conseguenza, nel 2009 ha spostato la sua attenzione per dare priorità agli investimenti nelle risorse naturali. Ha anche sostituito le sue precedenti divisioni basate su classi di attività con nuove divisioni organizzate in base alle priorità strategiche: investimenti nel mercato pubblico, investimenti tattici, investimenti nel mercato privato e investimenti speciali.
Nel 2009, il Ministero delle Finanze ha convertito la sua proprietà di 200 miliardi di dollari del debito di CIC in azioni, un risultato che ha sollevato CIC dal pagamento degli interessi sui buoni del tesoro speciali che l'avevano inizialmente capitalizzata e ha invece comportato il pagamento di un dividendo annuale al Ministero delle Finanze. 
Nel 2010, CIC ha fondato una nuova filiale, CIC International (Hong Kong) Co a Hong Kong e ha nominato Lawrence Lau presidente. 
Nel 2011, CIC ha stabilito il suo primo ufficio estero a Toronto, in Canada. 
Il 3 novembre 2012, la China Investment Corporation e la China communication and construction company (Cccc) comunicarono la loro disponibilità a finanziare il Ponte sullo stretto di Messina.

## Partecipazioni
- Uralkali - 12.5%
- iKang Health Group
- Carnival Corporation
- China State Shipbuilding Corporation
- Poste Italiane[12]